# Gheorgheni
Gheorgheni (ungarisch Gyergyószentmiklós, deutsch Niklasmarkt) ist eine Stadt im Kreis Harghita im Osten der Region Siebenbürgen in Rumänien.

## Geographische Lage
Gheorgheni liegt inmitten der Ostkarpaten und hat eine reizvolle Umgebung. In der Nähe befindet sich der Stausee Lacu Roșu (Gyilkos-tó, Roter See). Sie liegt etwa 45 km nördlich der Kreishauptstadt Miercurea Ciuc (Csíkszereda) in einem Becken zwischen den Äußeren und Inneren Ostkarpaten.

## Geschichte
Die Stadt wurde erstmals im Jahre 1332 erwähnt, damals gehörte sie zum Königreich Ungarn. Im Mittelalter ließen sich hier zahlreiche Armenier nieder und prägten das Stadtbild bis ins 19. Jahrhundert, als sie von der umgebenden ungarischsprachigen Bevölkerung zunehmend magyarisiert wurden. Als Teil Siebenbürgens gehörte die Stadt ab dem 17. Jh. zur Habsburgermonarchie. Durch den Vertrag von Trianon kam die Stadt 1920 zu Rumänien. Infolge des Zweiten Wiener Schiedsspruchs 1940 gehörte sie erneut für 4 Jahre zu Ungarn, seit 1944 wieder zu Rumänien. Gheorgheni erhielt 2003 den Status eines Munizipiums.

## Bevölkerung
Von den 20.018 Einwohnern, die Gheorgheni zur Volkszählung 2002 hatte, waren 17.524 Szekler (Ungarn), 2161 Rumänen und 305 Roma. Wegen des hohen Anteils der Szekler gilt die ungarische Sprache zusammen mit der rumänischen als Amtssprache.

## Sehenswürdigkeiten
Zu den Sehenswürdigkeiten in der Stadt zählt unter anderem die gotische Kirche aus dem 15. Jahrhundert.

## Verkehr
Gheorgheni liegt an der Kreuzung der Nationalstraße 12 (Toplița–Sfântu Gheorghe) mit den Straßen DN12C, die über den 1256 m hohen Karpatenpass Pângarați nach Piatra Neamț führt, und der DN13B nach Sovata. Es ist zudem Ausgangspunkt der Bahnstrecken nach Târgu Mureș und nach Siculeni.

## Persönlichkeiten
- Pál Sajgó (1922–2016), ungarischer Skilangläufer und Biathlet
- Endre Molnár (* 1945), ungarischer Wasserballspieler
- Elemer-György Tanko (* 1968), Skilangläufer
- Zsolt Antal (* 1972), Skilangläufer
- Attila Borsos (* 1973), Eishockeyspieler
- Szabolcs Molnár (* 1977), Eishockeytorwart
- Adrian Catrinoi Cornea (* 1979), Eishockeytorwart
- Katalin Marosi (* 1979), ungarische Tennisspielerin
- Attila Góga (* 1981), Eishockeyspieler
- Monika György (* 1982), Skilangläuferin
- Tibor Basilidesz (* 1982), Eishockeyspieler
- Csaba Nagy (* 1984), ungarisch-rumänischer Eishockeyspieler
- Ágnes Szatmári (* 1987), Tennisspielerin
- Zsolt Mastaleriu (* 1989), Eishockeyspieler
- Réka Forika (* 1989), Biathletin
- Zsolt Péter (* 1991), Eishockeyspieler
- Sándor László Barabás (* 1992), rumänisch-ungarischer Eishockeyspieler
- Tímea Lőrincz (* 1992), Skilangläuferin
- Hunor Csergő (* 1995), Eishockeyspieler
- Norbert Rokaly (* 1996), Eishockeyspieler
- Tihamér Győrfy (* 1997), Eishockeyspieler
- Szilárd Rokaly (* 1998), Eishockeyspieler
- Robert Ferencz-Csibi (* 1998), Eishockeyspieler